# Catherine Hardwicke
Helen Catherine Hardwicke (Cameron, 21 ottobre 1955) è una scenografa, regista, sceneggiatrice e produttrice cinematografica statunitense.

## Biografia
Helen Catherine Hardwicke è nata a Cameron, in Texas, da Jamee Elberta (nata Bennett) Hardwicke e John Benjamin Hardwicke. Ha un fratello, Jack e una sorella, Irene Hardwicke Olivieri, che è un'artista. È cresciuta a McAllen, in Texas, vicino al confine statunitense-messicano, dove la sua famiglia viveva in una fattoria vicino al fiume Rio Grande. Si è diplomata alla McAllen High School, in Texas. Ha una laurea in architettura alla Università del Texas a Austin.
Inizia la sua carriera come architetto, negli anni novanta lavora come scenografa in film come Tombstone, SubUrbia, Newton Boys, Three Kings, Vanilla Sky e Laurel Canyon - Diritto in fondo al cuore. Debutta nella regia nel 2003 con Thirteen - 13 anni co-sceneggiato con Nikki Reed. Il suo secondo lungometraggio Lords of Dogtown del 2005 è un ritratto della cultura skater. Nel 2006 dirige a Matera il biblico Nativity e, due anni dopo, raggiunge il successo internazionale con Twilight, tratto dall'omonimo libro di Stephenie Meyer.
È stata, inoltre, una dei membri della giuria del Sundance Film Festival 2007. Nell'agosto 2009 fu annunciato che la Hardwicke, reduce dal successo internazionale di Twilight, avrebbe diretto Cappuccetto rosso sangue per Warner Bros., Dark Castle Entertainment, Hammer Film Productions e Appian Way, un film horror gotico ispirato alla fiaba di Cappuccetto Rosso.

## Filmografia parziale

### Regista

#### Cinema
- Thirteen - 13 anni (Thirteen) (2003)
- Lords of Dogtown (2005)
- Nativity (The Nativity Story) (2006)
- Twilight (2008)
- Cappuccetto rosso sangue (Red Riding Hood) (2011)
- Plush (2013)
- Miss You Already (2015)
- Miss Bala - Sola contro tutti (Miss Bala) (2019)
- Mafia Mamma (2023)

#### Televisione
- Hell on Wheels – serie TV, episodio 2x04 (2012)
- Low Winter Sun – serie TV, episodio 1x07 (2013)
- Reckless – serie TV, episodio 1x01 (2014)
- Eyewitness – serie TV, episodi 1x01-1x02 (2016)
- This Is Us – serie TV, episodi 3x08-4x14 (2018-2020)
- Cabinet of Curiosities – serie TV, episodio 1x06 (2022)
- Under the Bridge – miniserie TV, puntata 3 (2024)

### Sceneggiatrice
- Thirteen - 13 anni (Thirteen), regia di Catherine Hardwicke (2003)
- Plush, regia di Catherine Hardwicke (2013)

### Produttrice
- Cappuccetto rosso sangue (Red Riding Hood), regia di Catherine Hardwicke (2011)
- Plush, regia di Catherine Hardwicke (2013)
- Miss You Already, regia di Catherine Hardwicke (2015)
- Miss Bala - Sola contro tutti (Miss Bala), regia di Catherine Hardwicke (2019)
- Don't Worry Darling, regia di Olivia Wilde (2022)

### Scenografa
- Balle spaziali 2 - La vendetta (Martians Go Home), regia di David Odell (1989)
- Tombstone, regia di George Pan Cosmatos (1993)
- Tank Girl, regia di Rachel Talalay (1995)
- Due giorni senza respiro (2 Days in the Valley), regia di John Herzfeld (1996)
- SubUrbia, regia di Richard Linklater (1996)
- Newton Boys (The Newton Boys), regia di Richard Linklater (1998)
- Three Kings, regia di David O. Russell (1999)
- Vanilla Sky, regia di Cameron Crowe (2001)
- S.Y.N.A.P.S.E. - Pericolo in rete (Antitrust), regia di Peter Howitt (2001)
- Laurel Canyon - Dritto in fondo al cuore (Laurel Canyon), regia di Lisa Cholodenko (2002)